# 19 травня (стадіон)
Стадіон 19 травня (тур. Ankara 19 Mayıs Stadyumu) — стадіон в Туреччині, місткістю 19 125 місць. Домашня арена для футбольних клубів Анкари: Генчлербірлігі, Анкарагюджю і Анкараспор. Стадіон збудований в 1935 році і є частиною Спортивного Комплексу «19 травня». Стадіон названий на честь 19 травня 1919 року, коли Мустафа Кемаль Ататюрк досягнув Самсуну, щоб почати турецьку Визвольну війну за незалежність.
Потрапити на стадіон можна на автомобілі, автобусі, метро або на маршрутці.